# Kłodawa (stacja kolejowa)
Kłodawa – stacja kolejowa w Pomarzanach Fabrycznych w pobliżu Kłodawy (powiat kolski); położona przy linii kolejowej linii kolejowej nr 3 Warszawa Zachodnia – Kunowice. Według klasyfikacji PKP ma kategorię dworca lokalnego.

## Ruch pasażerski[2]
| Rok  | Wymiana pasażerska na dobę |
| ---- | -------------------------- |
| 2017 | 100-149                    |
| 2018 | 50-99                      |
| 2019 | 50-99                      |
| 2020 | 50-99                      |
| 2021 | 50-99                      |
| 2022 | 100-149                    |
| 2023 | 100-149                    |

## Informacje ogólne

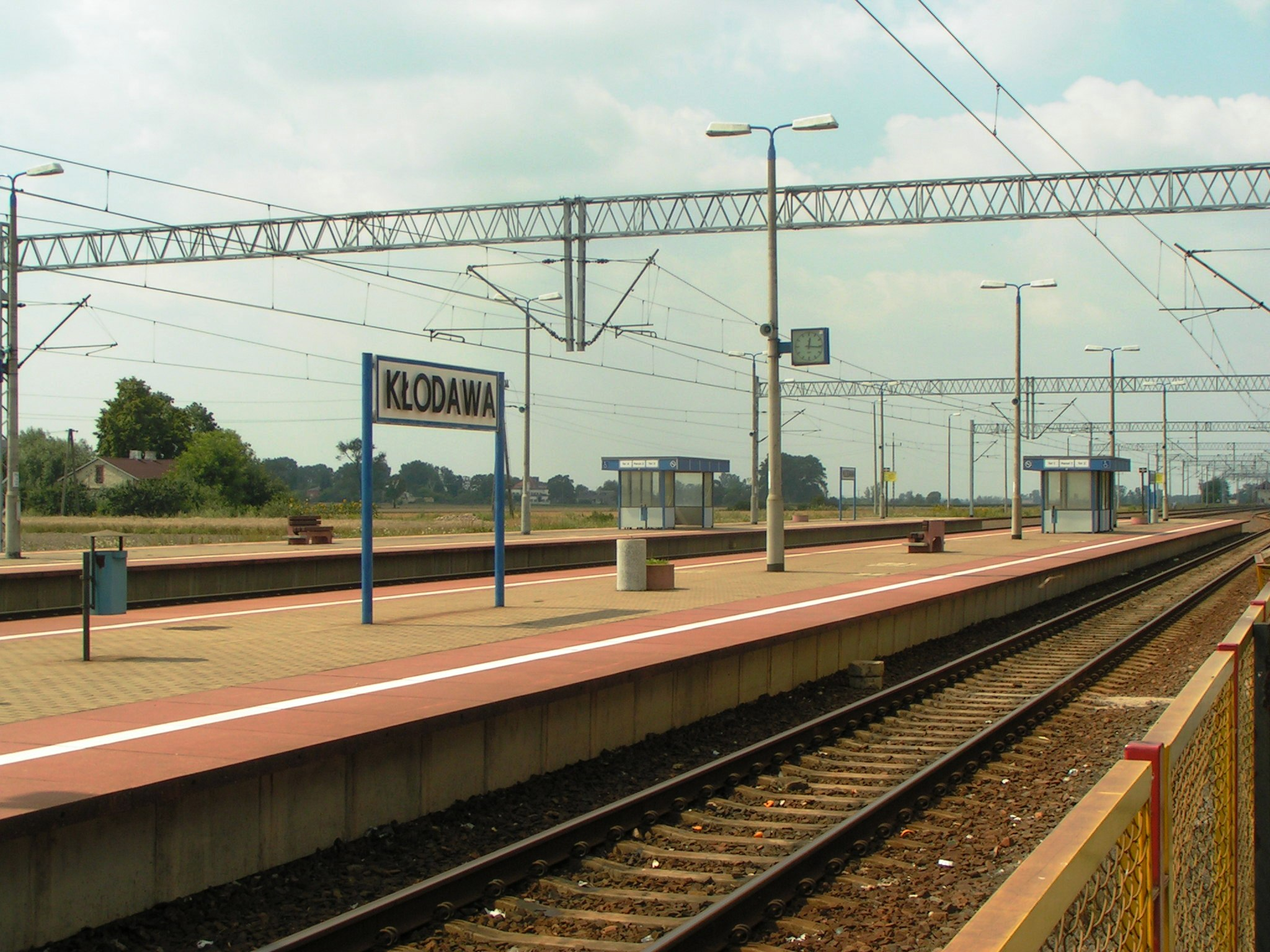
Stacja kolejowa – perony

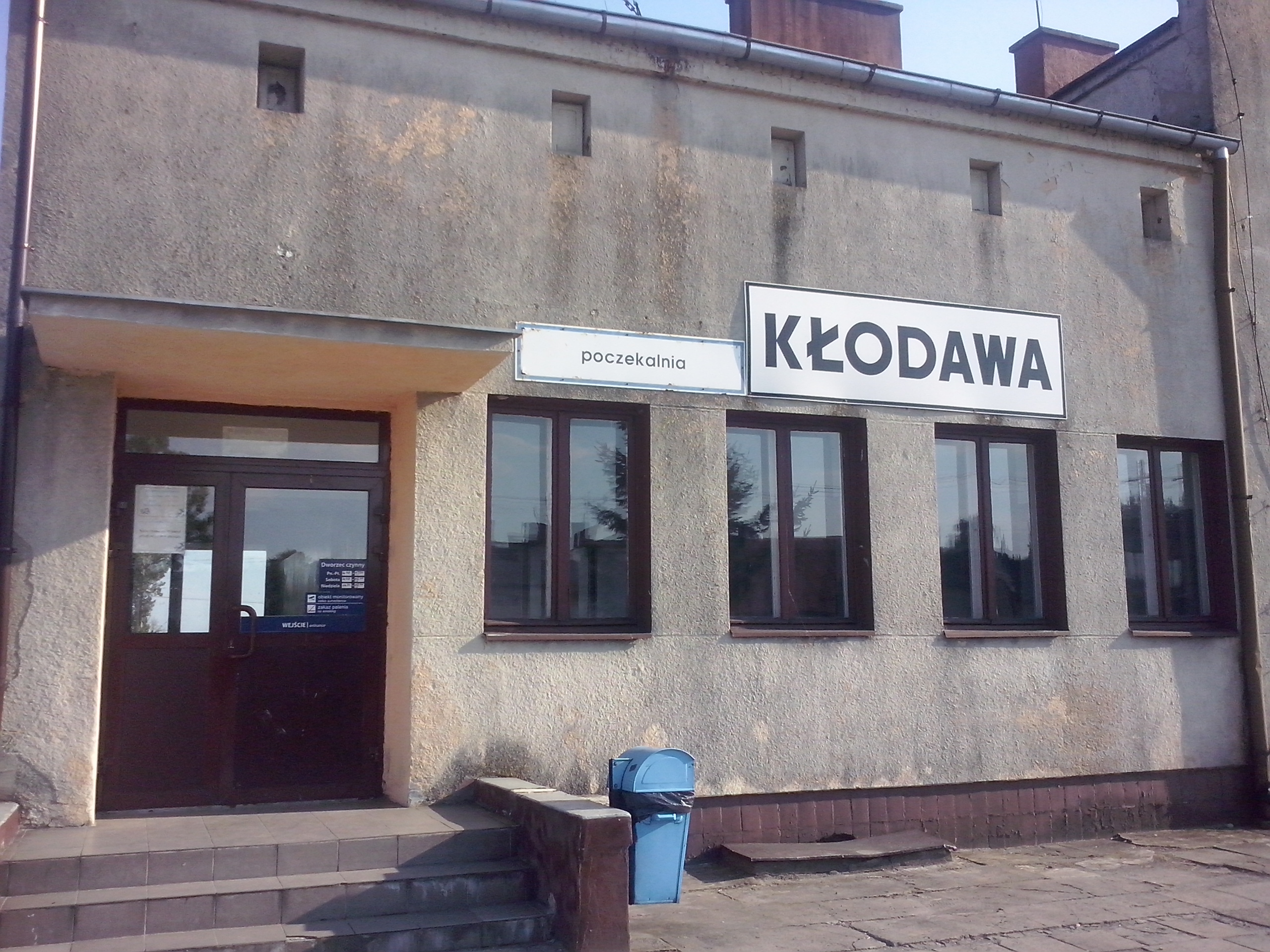
Wejście do budynku stacji kolejowej

Stacja Kłodawa położona jest w miejscowości Pomarzany Fabryczne w gminie Kłodawa, powiecie kolskim, województwie wielkopolskim, w odległości ok. 4 km od centrum miasta Kłodawy. Wjazd na stację możliwy jest od strony lokalnej drogi, kilkaset metrów od drogi wojewódzkiej nr 263. Stacja składa się z dwóch peronów i czterech krawędzi peronowych, do których dotrzeć można przejściami podziemnymi lub przejściem dla osób niepełnosprawnych. Istnieją dodatkowe tory, które są zdatne do eksploatacji. Ze stacji odchodzi tor kolejowy do położonej w pobliżu Kopalni Soli „Kłodawa”. Znajduje się tutaj otwarty budynek stacyjny z możliwością noclegu, kasy biletowe czynne są na kilkadziesiąt minut przed odjazdem pociągu.

## Historia
Stacja kolejowa Kłodawa istnieje od 1922 roku, kiedy to w odległości 4 kilometrów na południe od miasta, przez miejscowość Pomarzany Fabryczne przeprowadzono nowo wybudowany fragment linii kolejowej nr 3, prowadzący z Kutna do Strzałkowa.
30 października 2013 przez stację przejechał bez zatrzymania pociąg Pendolino, odbywający testy na odcinku pomiędzy Warszawą a Koninem.
W czerwcu 2018 ruch osobowy na odcinku Kutno - Barłogi został zamknięty ze względu na prowadzone prace remontowe. Koleje Wielkopolskie uruchomiły połączenia autobusowej komunikacji zastępczej, które jednak nie dojeżdżają do stacji kolejowej w Kłodawie, ale mają swój przystanek w centrum miasta.

### Pociągi osobowe
Od grudnia 2012 roku wszystkie połączenia osobowe ze stacji Kłodawa realizowane są przez Koleje Wielkopolskie, które zastąpiły kursujące tu dotychczas składy Przewozów Regionalnych. Pociągi kursują docelowo do Kutna, Poznania Głównego i Zbąszynka, z rozkładowym postojem na wszystkich stacjach na tej trasie.
Wskutek sezonowych modyfikacji rozkładu jazdy pociągów, w 2012 uruchomiono również bezpośrednie połączenia Przewozów Regionalnych do Skierniewic, Opalenicy i Ostrowa Wielkopolskiego, które po kilku miesiącach zostały zawieszone.

### Pociągi pospieszne kategorii TLK
Od 14 listopada 2017, w rozkładzie jazdy 2016/2017 na stacji Kłodawa zatrzymują się pociągi kategorii Twoje Linie Kolejowe - 2 pary pociągów TLK: Warta w relacji Zielona Góra - Warszawa Wschodnia oraz Podlasiak Szczecin Główny - Suwałki. Umożliwiają bezpośredni dojazd do Warszawy, bez konieczności przesiadania na stacji Kutno